# Myosotis strigulosa
Myosotis strigulosa là loài thực vật có hoa trong họ Mồ hôi. Loài này được Rchb. mô tả khoa học đầu tiên.